# Ted Fio Rito
Theodore Salvatore Fiorito, känd som Ted Fio Rito, född 20 december 1900 i Newark, New Jersey, död 22 juli 1971 i Scottsdale, Arizona, var en amerikansk kompositör, orkesterledare och musiker (piano).

## Fotnoter
1. 1 2  SNAC, SNAC Ark-ID: w6161w61, läs online, läst: 9 oktober 2017.[källa från Wikidata]
2. 1 2  Find a Grave, Find A Grave-ID: 65901863, läs online, läst: 9 oktober 2017.[källa från Wikidata]
3. 1 2  Find a Grave, Find A Grave-ID: 6844691, läs online, läst: 9 oktober 2017.[källa från Wikidata]
4. ↑  Tjeckiska nationalbibliotekets databas, NKC-ID: mzk20201093763, läst: 22 februari 2022.[källa från Wikidata]
5. ↑  Tjeckiska nationalbibliotekets databas, NKC-ID: mzk20201093763, läst: 19 december 2022.[källa från Wikidata]